# ريتشارد كلارك (رجل أعمال)
ريتشارد كلارك (بالإنجليزية: Richard Clark)‏ هو شخصية أعمال أمريكي، ولد في 1946.

## وصلات خارجية
- ريتشارد كلارك على موقع إن إن دي بي (الإنجليزية)